# وییوو
وییوو (به لاتین: Wijewo) یک روستا در لهستان است که در گمینا وییوو واقع شده‌است. وییوو ۱٬۲۰۰ نفر جمعیت دارد.